# Арвидссон, Лудвиг
Эрик Лудвиг Арвидссон (швед. Erik Ludvig Arvidsson; род. 17 мая 2008) — шведский футболист, нападающий «Хальмстада».

## Клубная карьера
Футболом начал заниматься в клубе «Фёрлёв» (швед. Förslövs IF), откуда перешёл в «Хальмстад», где присоединился к команде до 13 лет. В начале 2025 года подписал с клубом первый контракт. Первую игру за главную команду провёл 16 февраля в матче группового этапа кубка страны с «Ефле». 14 апреля во встрече с «Эстером» дебютировал в чемпионате Швеции, заменив на 79-й минуте Наима Мохаммеда.

## Карьера в сборной
В 2024 года начал выступать за юношескую сборную Швеции до 17 лет. В её составе дебютировал 1 августа в товарищеской игре с Норвегией, выйдя в стартовом составе и забив гол на 26-й минуте.

## Личная жизнь
Отец Магнус Арвидссон в прошлом также профессиональный футболист. Выступал за ряд шведских клубов, а также за немецкую «Ганзу». В составе национальной сборной Швеции провёл два матча.

## Клубная статистика
| Выступление      | Выступление      | Выступление      | Лига | Лига | Кубки | Кубки | Конт. кубки | Конт. кубки | Итого | Итого |
| Клуб             | Лига             | Сезон            | Игры | Голы | Игры  | Голы  | Игры        | Голы        | Игры  | Голы  |
| ---------------- | ---------------- | ---------------- | ---- | ---- | ----- | ----- | ----------- | ----------- | ----- | ----- |
| Хальмстад        | Алльсвенскан     | 2025             | 1    | 0    | 3     | 0     | 0           | 0           | 4     | 0     |
| Хальмстад        | Итого            | Итого            | 1    | 0    | 3     | 0     | 0           | 0           | 4     | 0     |
| Всего за карьеру | Всего за карьеру | Всего за карьеру | 1    | 0    | 3     | 0     | 0           | 0           | 4     | 0     |